# Dreifaltigkeitskirche (Rudziczka)

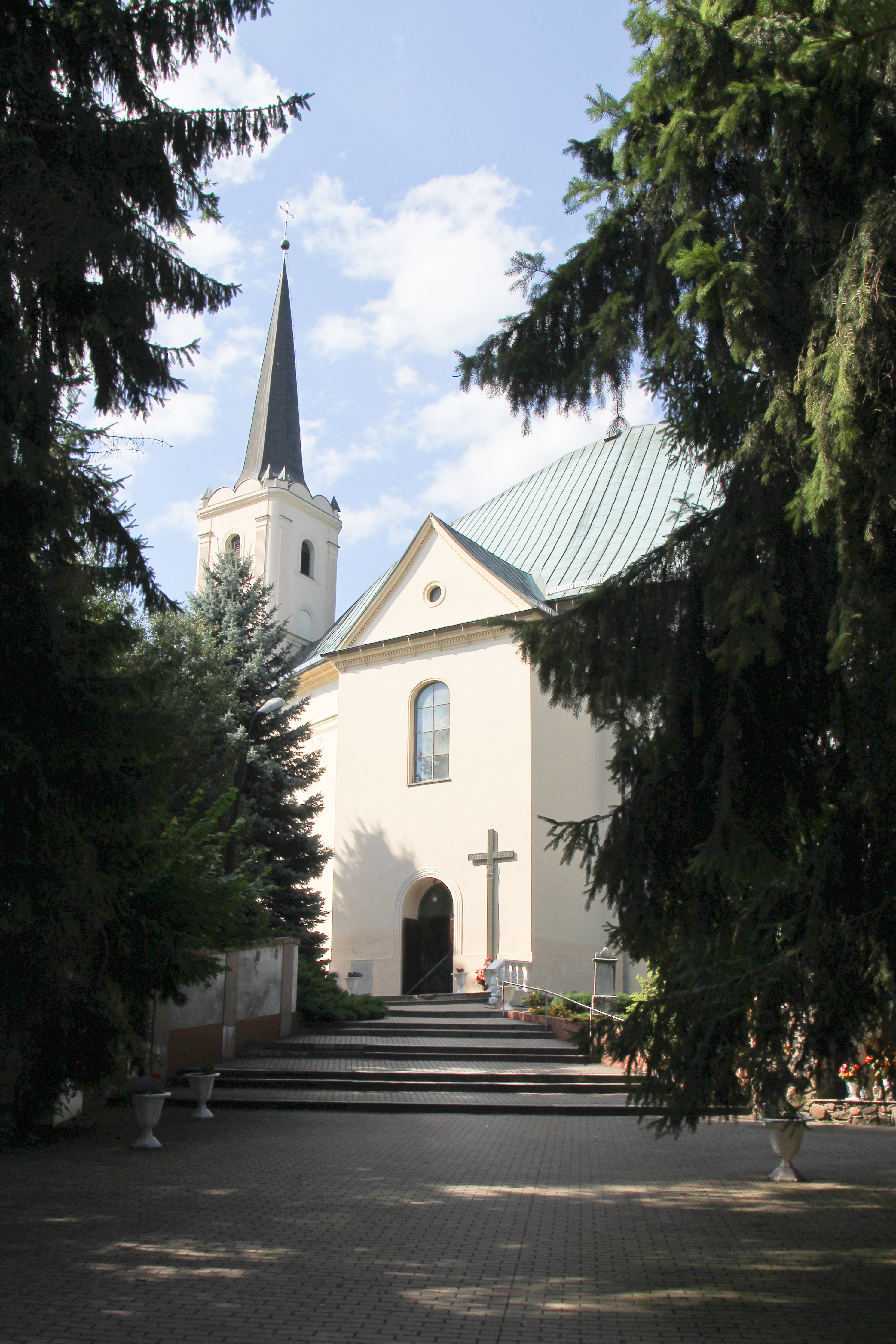
Rudziczka, Dreifaltigkeitskirche

Die Dreifaltigkeitskirche (polnisch Kościół Trójcy Świętej) ist eine römisch-katholische Pfarrkirche in der schlesischen Ortschaft Rudziczka (Riegersdorf) bei Prudnik (Neustadt). Das Gotteshaus liegt im nördlichen Teil des Dorfes, an der Hauptstraße. Die Kirche ist die Hauptkirche der Pfarrei der Hl. Dreifaltigkeit (Parafia Trójcy Świętej) in Rudziczka.

## Geschichte
Die Pfarrei in Riegersdorf wurde an der Wende des 13. und 14. Jahrhunderts gegründet. Ursprünglich gehörte es dem Erzbistum Breslau. Die Kirche wurde 1337 erstmals urkundlich erwähnt. 1582 entstand eine evangelische Kirche, welche ab 1629 von der katholischen Gemeinde genutzt wurde.
Die heutige Kirche wurde in den Jahren 1801–1803 erbaut. Die Kirche wurde vom Breslauer Bischof Melchior Diepenbrock geweiht. Bei den Kämpfen um das Dorf 1945 wurde das Dach der Kirche beschädigt.
Die Kirche steht seit 1955 unter Denkmalschutz.

## Architektur und Ausstattung

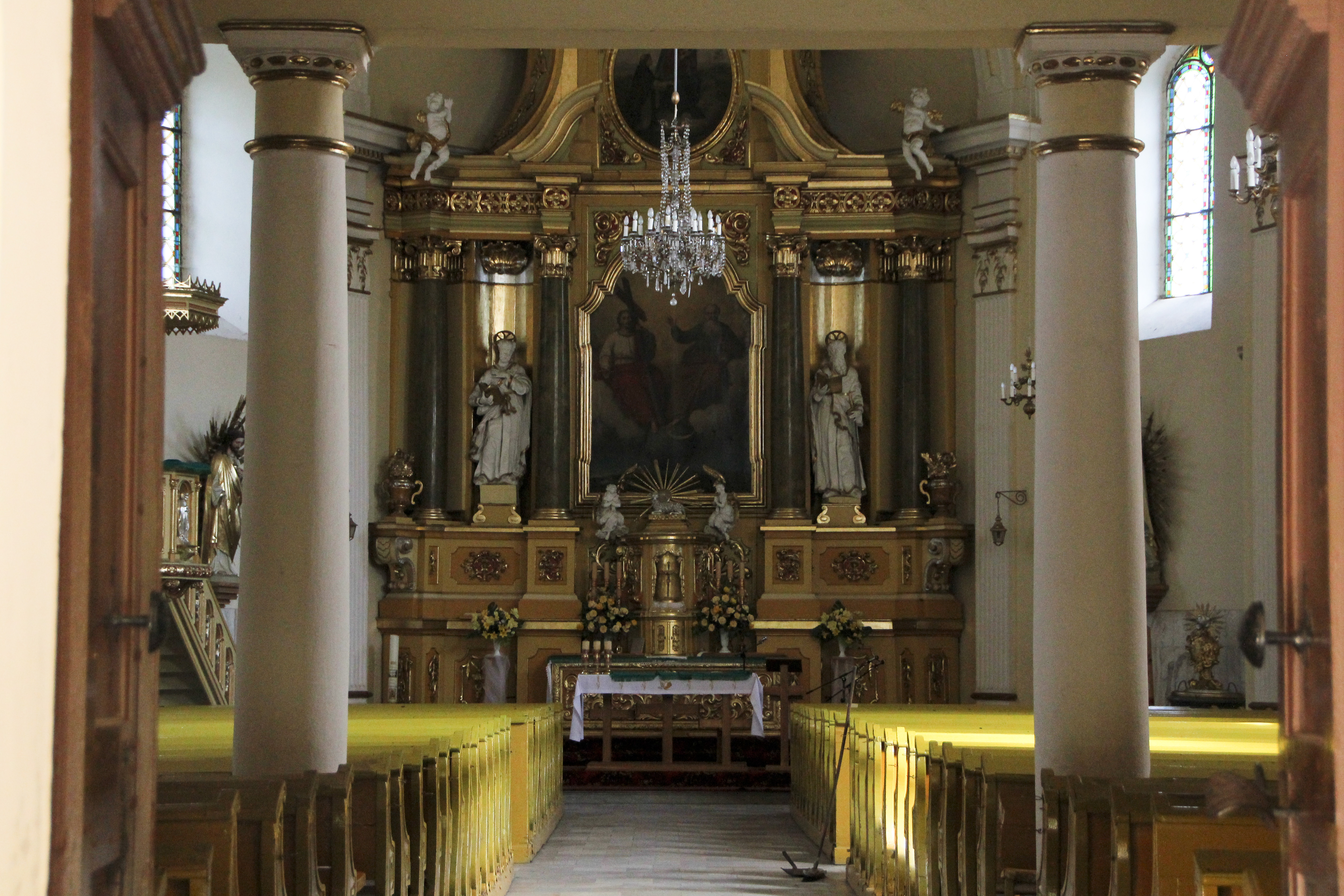
Innenansicht

Die Kirche wurde auf der ursprünglichen und fast einzigartigen Projektion einer Ellipse und einem Dach mit einem abgerundeten First errichtet. Sie ist im klassizistischen Stil gebaut. Die Kirche ist geostet, auf der Westseite befindet sich ein quadratischer Turm und der Haupteingang zum Tempel. Die Kirche hat fünf Rundfenster auf einer Seite und fünf auf der gegenüberliegenden Seite. Buntglasfenster wurden 1892 errichtet. Zwei von ihnen sind figurale Buntglasfenster, die Schutzherren der nahegelegenen Kirchen darstellen: St. Anna – die Patronin von Buchelsdorf und St. Georg – der Patron von Dittmannsdorf.